# White Palace
White Palace é um filme de drama romântico de 1990 dirigido por Luis Mandoki. 
Conta a improvável relação entre um jovem viúvo de classe média (James Spader) e uma garçonete de meia-idade (Susan Sarandon) em St. Louis (Missouri). 
O roteiro é baseado no romance homônimo de Glenn Savan (que aparece rapidamente no filme), e a música original é de George Fenton. 
O título original seria The White Castle, e o romance ainda faz referência a um restaurante real, White Castle, localizado no sul de St. Louis, mas os donos não só negaram permissão para usar sua marca registrada como também se recusaram a permitir filmagens no local.
Em vez disso, uma lanchonete da cidade foi usada como set — e que o endereço é mesmo dado no filme. 
Depois do lançamento, os donos da lanchonete pediram permissão para rebatizá-la de "White Palace", mas o estúdio recusou. Eles optaram então por renomeá-la como "White Knight".
O elenco conta com Jason Alexander, Kathy Bates, Steven Hill, Jeremy Piven, e Renee Taylor, e foi filmado quase que inteiramente na área de St. Louis, um dos poucos grandes locais de produções de filmes para ser filmado e colocado ali, incluindo as cenas de Ação de Graças, que foram filmados em uma casa particular na estrada localizada na #2 Frontenac Place no oeste de Condado de St. Louis County, e a casa de Nora, que estava no bairro da cidade Dogtown do noroeste de St. Louis do cruzamento de Hampton e Manchester Avenues em 1521 W. Billon Avenue.

## Sinopse
Um jovem executivo e recentemente viúvo, Max,  de 27 anos, que trabalha numa grande agência de publicidade, apaixona-se perdidamente pela garçonete Nora, de 43 anos, também abalada pela recente perda de sua filha. Apesar das diferenças de idade, religião e formação intelectual, os dois não conseguem se separar, passando a viver um ardente romance.

## Elenco
- Susan Sarandon - Nora Baker
- James Spader - Max Baron
- Jason Alexander - Neil
- Kathy Bates - Rosemary
- Eileen Brennan - Judy
- Steven Hill - Sol Horowitz
- Rachel Chagall - Rachel
- Corey Parker - Larry Klugman
- Renée Taylor - Edith Baron
- Jonathan Penner - Marv Miller
- Barbara Howard - Sherri Klugman
- Kim Myers - Heidi Solomon
- Maria Pitillo - Janey
- Jeremy Piven - Kahn

## Prêmios e indicações
Globo de Ouro
- Indicado na categoria de melhor atriz - drama (Susan Sarandon).